# Brod Moravice
Brod Moravice (italienisch: Moravizza) ist eine Gemeinde in Kroatien in der Gespanschaft Primorje-Gorski kotar.

## Lage und Einwohner
Brod Moravice liegt an der slowenischen Grenze an den Flüssen Kupa und Dobra im westlichen Teil des Gorski kotar. Die Gemeinde liegt 120 Kilometer von Zagreb und 75 Kilometer von Rijeka entfernt.
Die Gemeinde besteht aus 38 Ortschaften und Weilern (von Brod Moravice bis Zahrt) und hat 866 Einwohner, davon leben allein in Brod Moravice 358 Menschen (Volkszählung 2011).

## Geschichte
Brod Moravice wurde 1260 das erste Mal erwähnt. Von der Bevölkerungszahl ist sie die kleinste und älteste Gemeinde in der Region. Das Gemeindegebiet ist reich an Kirchbauten. Die Pfarrgemeinde Brodmoravička wurde im 14. Jahrhundert gegründet.